# Андроним
Андро́ним (с греч. «имя мужа», от  греч. ἀνδρός (род. п. от греч. ἀνήρ «муж») + греч. ὄνυμα «имя») — вид антропонима: именование женщины по имени, фамилии или прозвищу её мужа (например, Долинюк — Долинючка, Воробей — Воробьиха, Онофрийчук — Онофрийчучка, Тимошенко — Тимошенчиха и.т.п.). Другое название — марито́ним.

## Общие сведения
Обычай называть замужнюю женщину по имени её мужа является общеславянским. Однако, как отмечает украинский языковед Павел Чучка, средства создания андронимов, набор андронимических формантов и валентность каждого из них в различных языках и диалектах не одинаковы.
В говорах украинского языка употребляется 10 суффиксов для создания андронимов: -иха, -ка, -янка, -иня, -аня, -уля, -ова, -овка, -ина, -а.
Не одинаково и место андронимов в лексическом составе различных языков и периодов их исторического развития. В западнорусском письменном языке они свободно использовались во всех стилях. В современном украинском языке андронимы в официальном обиходе не используются. Ономасты квалифицируют их как особый вид прозвищ.
В западнославянских языках (в частности в чешском и словацком), а также в ряде других языков мира отпрозвищные андронимы выполняют роль женских фамилий: Масарик — Масарикова, Дубчек — Дубчекова и.т.п.

## Андронимы в эпистолярном стиле
Украинский филолог Наталья Журавлёва в статье об этикетно-вежливых гоноративах «госпожа», «панно» в эпистолярном стиле
XIX — начала XX века отмечает : «Формула вежливости приобретает разговорного оттенка, если в ее состав, кроме лексемы госпожа, входит андроним, то есть личная женская название, образованное по фамилии мужа. В письмах чаще всего употребляются прилагательные суффиксальные образования женских наименований на -ова». Исследовательница приводит следующие примеры:
- «...я буду просить студента Устименко (его хорошо знает госпожа Гринченкова) забежать к Вам...» (Климент Квитка — Сергею Ефремову);
- «Пойдите, будьте добры, госпожа Франко, и возьмите у неё мой рассказ...» (Леся Украинка — Осипу Маковею);
- «Мне госпожа Гнатюкова писала, что у Владимира Михайловича был взрыв крови...» (Михаил Могилянский — Михаилу Коцюбинскому).

Наталья Журавлёва подчеркивает, что андронимы, выраженные существительными суффиксальними словоформами на -иха, встречаются в эпистолярных текстах реже: «Одновременно и госпожа Кулишиха, знакомая с Шаховским, тоже прибежала к нему с письмом» (Михаил Коцюбинский — Панасу Мирному).

## Примеры андронимов в украинской литературе
В украинской литературе засвидетельствовано немало примеров андронимов:
- Терпелиха («Наталка Полтавка» Ивана Котляревского),
- Лимериха («Лымеривна» Панаса Мирного),
- Кайдашиха  («Кайдашева семья» Ивана Нечуя-Левицкого),
- Грициха  («Разговоры по дороге к себе» Ивана Кошеливца[укр.]).